# Melissos (Bildhauer)
Melissos (altgriechisch Μέλισσος) aus Korkyra, Sohn des Epikrates, war ein antiker griechischer Bildhauer. Er war in Dodona tätig. Dort wurde eine Basis mit der Signatur des Melissos gefunden. Dabei handelt es sich bislang um das einzige erhaltene Werk des Bildhauers. Die Basis und damit seine Schaffenszeit werden in den Zeitraum zwischen der zweiten Hälfte des  3. Jahrhunderts und der ersten Hälfte des 2. Jahrhunderts v. Chr. datiert.